# Campiglossa coei
Campiglossa coei este o specie de muște din genul Campiglossa, familia Tephritidae. A fost descrisă pentru prima dată de Hardy în anul 1964.
Este endemică în Nepal. Conform Catalogue of Life specia Campiglossa coei nu are subspecii cunoscute.